# صارف
سمك الصارف أو سمك الشماهي (الاسم العلمي Micropogonias)، جنس أسماك بحرية من فصيلة البهاريات ورتبة الفرخيات. أنواعه سبعة.